# Contea di Polk (Wisconsin)
La contea di Polk (in inglese, Polk County) è una contea dello Stato del Wisconsin, negli Stati Uniti. La popolazione al censimento del 2000 era di 41 319 abitanti. Il capoluogo di contea è Balsam Lake.